# 尾道鉄道
尾道鉄道（おのみちてつどう）は、かつて広島県の尾道市と御調郡御調町（現在の尾道市の北部）を結ぶ鉄道路線を有していた鉄道事業者である。

## 概要
尾道 - 石畦（いしぐろ）間で開業し、後に石畦 - 市（いち）間が開通した。しかしモータリゼーションの進行と利用客数の低迷から、1957年（昭和32年）に石畦 - 市間を廃止、残る尾道 - 石畦間も1964年（昭和39年）に廃止したことで鉄道事業から撤退、路線バスの運行に切り替えられた。
尾道 - 上下間の免許を取得しており、また現在の三次市に至る支線を通し日本海側と連絡する計画もあったが、実現しなかった。
会社自体は鉄道廃止後も社名を変更せずバス事業者として営業を続け、1970年（昭和45年）にニコニコバスに吸収合併された。ニコニコバスは社名変更し中国バスとなっている。

## 路線データ
- 路線距離（営業キロ）：17.1km
- 軌間：1067mm
- 駅数：18駅（起終点駅、御所橋駅含む）
- 複線区間：なし（全線単線）
- 電化区間：全線電化（直流600V）
- 閉塞方式：
  - 尾道 - 三成間：タブレット閉塞
  - 三成 - 市間：票券閉塞

## 運行
- 運行回数
  - 第二次世界大戦前：16-17往復
  - 1954年（昭和24年）頃：14往復
  - 1959年（昭和29年）頃：21往復
  - 1962年（昭和37年）現在：尾道 - 石畦20往復、尾道 - 三成不定期1往復
- 所要時間
  - 第二次世界大戦前：尾道 - 市55-56分
  - 戦後1950年頃まで：尾道 - 市60-70分
  - その後：尾道 - 市50-59分
  - 1962年（昭和37年）現在：尾道 - 石畦25-27分
- 貨物列車
  - 1962年（昭和37年）現在：定期なし、臨時で尾道 - 西尾道に国鉄貨車を電動客車が牽引する

## 歴史

### 前史
尾道を含めた備後南部から、備後北部の主要都市である三次市を経由して中国山地を越え島根県へ出る輸送経路は、古くから街道（出雲街道、東城往来等）として整備されており、明治に入り鉄道が普及すると、このルート（陰陽連絡路線）に鉄道を敷設しようという機運が巻き起こった。
その一つとして、1899年（明治32年）に「尾三鉄道」が設立され、尾道から甲奴郡上下町（現・府中市上下町）を経て三次に至る間の路線の仮免許を取得したが、測量に難航しているうちに2年間の仮免許期間が経過してしまい仮免許が失効した。

### 免許申請から開業まで
その後1910年（明治43年）に「軽便鉄道法」が制定されたのを受け、改めて軽便鉄道線として尾道から上下までの路線が計画され、1912年（明治45年）5月に免許を申請、翌1913年（大正2年）8月に取得した。
しかし1914年（大正3年）に勃発した第一次世界大戦などの影響もあって資金がなかなか集まらず、工事施工認可申請期限の延長を数度も行うなどもしたが、1918年（大正7年）12月20日に、「尾道軽便鉄道株式会社」がようやく設立される。
そして1919年（大正8年）5月に工事施工許可を申請、翌1920年（大正9年）12月に許可が下り、さらに翌年の1921年（大正10年）4月にようやく工事に着手することになる。
上述の通り、当初の計画では、蒸気機関車を用いた軌間765mmの軽便鉄道線として建設される予定であったが、輸送力や勾配（最大40パーミルが予想された）に対する懸念、および尾道駅で省線（後の国鉄、現・JR）と相互に貨車を乗り入れる事を構想していたため、電気動力で軌間1067mmの鉄道線へと計画変更し、それに伴い、1923年（大正12年）4月25日、「尾道鉄道株式会社」に社名を変更した。

### 開業
以上のような経過を経て、1925年（大正14年）11月1日に、西尾道－石畦間が開業した。次いで1926年（大正15年）4月28日、石畦－市間も延伸開業、1933年（昭和8年）3月28日には西尾道－尾道仮停車場間も延伸され、省線尾道駅との連絡も実現した。
しかし、当初の計画にあった上下への延伸については、これ以前の1922年（大正11年）に、福山－府中－三次間が「陰陽連絡線」として制定されており、1914年（大正3年）に開通していた両備鉄道（1926年（大正15年）6月までは両備軽便鉄道）を国有化しこれに充当する動きがあったため（実際に国有化され現在は福塩線となっている）、市駅以北への延伸は断念せざるを得ない状況となり、市－上下間の免許は1932年（昭和7年）12月2日付で失効した。

### バス事業参入
1930年（昭和5年）、全額出資子会社の尾三自動車（かつて愛知県に存在した同名のバス会社とは無関係）を設立し、路線バス事業にも参入する。1941年（昭和16年）にはこれを買収し、鉄道とバスの両部門を持つこととなった。
当初、終点の市駅を起点に連絡バスを走らせていたが、並行する国道184号の改良に伴い、次第に尾道駅からの運行に切り替わっていった。このため、自社の路線バスが鉄道部門のライバルとなるという事態となった。特に石畦以北ではバスの方が集落に近い場所を走り利便性に優れていたため、鉄道利用客を奪っていったと伝える。

### 戦後
それでも、第二次世界大戦終戦直後は、急増した輸送需要に活況を呈したが、物不足の折、補修部品の入手もままならず、車両は酷使され続けた。その中で1946年（昭和21年）に尾道鉄道電車脱線転覆事故が起き、多数の死傷者を出した。この事故以降、車両の集電装置をトロリーポールからパンタグラフへと変更した。
1949年（昭和24年）には、鉄道線と並行し閑古鳥であったため休止していた栗原通りのバス路線免許を尾道市営バス（当時）に売却したことで電車とバスの優位は逆転し、栗原駅以南の市街地の乗客を市営バスに献上する事態となる。
1951年度（昭和26年度）から1956年度（昭和31年度）の間、鉄道部門の赤字をバス部門の利益でカバーするという状況が続き、収入の8割以上がバス部門によるものだったという。それでも会社全体の営業収支は常に赤字だった。同年に、国鉄尾道駅から西尾道駅近くの飼料工場までの貨車を当社路線を使って直通させるようにしたり、1957年（昭和32年）2月3日には、負担の大きい区間である石畦－市間を廃止するなどしたが、抜本的な経営改善とはならず、通学客が殺到する朝夕のラッシュ時を除けば、「空気を運んでる」と揶揄されるほど乗客が少ない有様となった。末期には、乗客数に占める通学定期客数の割合が、全体の70から75％にも上ったという。

### 終焉
こうした状況から、もはや鉄道事業の存続は困難との結論に達し、1964年（昭和39年）8月1日、鉄道事業を廃止し、バス専業へと転換した。その後6年ほどはバス事業者として生きながらえていたが、1970年（昭和45年）3月5日、福山市に本拠を置くバス会社であるニコニコバス（合併と同時に社名を中国バスに変更）へ吸収合併され、法人としても消滅した。

### 年表
- 1913年（大正2年）8月15日 御調郡栗原村（西尾道）- 市村 - 甲奴郡上下町間軽便鉄道法免許[26]
- 1918年（大正7年）12月20日[27] 尾道軽便鉄道会社設立[28]
- 1923年（大正12年）5月3日 尾道鉄道に社名変更届出[29]
- 1925年（大正14年）11月1日 西尾道 - 石畦 (5M38C) 直流600V動力で開業[30]
- 1926年（大正15年）4月28日 石畦 - 市 (4M77C) 開業[31]
- 1931年（昭和6年）9月12日 御所橋（仮） - 西尾道を開業[32]
- 1932年（昭和5年）11月30日 - 起業廃止（御調郡市村-甲奴郡上下町間）[33]
- 1933年（昭和8年）3月28日 尾道 - 御所橋（仮）を開業[34]。尾道 - 市 (17.1km) 全線開通。同時に国鉄との連絡運輸を開始
- 1941年（昭和16年）9月 尾道自動車を合併。路線バス事業を兼営
- 1946年（昭和21年）8月13日 市行き列車が畑駅付近で故障。勾配を逆走し、石畦駅北方のカーブで脱線転覆。死者37名、重軽傷者101名を出す大事故となった（尾道鉄道電車脱線転覆事故）。
- 1957年（昭和32年）2月1日 石畦 - 市を廃止
- 1964年（昭和39年）
  - 6月2日 運輸審議会廃止許可答申 尾道 - 石畦（9.1Km)
  - 8月1日 尾道 - 石畦を廃止し鉄道事業廃止。これ以後、社名を変更しないままバス専業となる
- 1970年（昭和45年）2月1日 ニコニコバスに吸収合併され会社解散。同時にニコニコバスは社名を中国バスに改称

## 駅及び施設
※呼称は廃止時点のもの。御所橋は仮駅。
尾道駅 - 御所橋駅（仮） - 西尾道駅 - 地方事務所裏駅 - 青山病院前駅 - 宮ノ前駅 - 栗原駅 - 尾道高校下駅 - 三美園駅（さんびえん）- 三成駅（みなり）- 木梨口駅 - 遊亀橋駅（ゆうきばし）- 木頃本郷駅（きごろほんごう）- 石畦駅（いしぐろ）- 西校上駅（にしこううえ）- 畑駅 - 諸原駅 - 市駅（いち）
路線中の最高所は畑駅。諸原駅は高低差があるためスイッチバックであった。車庫および変電所は三成に設けていた。また、旧栗原駅の北側には1988年に山陽新幹線の新尾道駅が設けられている。
仮駅である御所橋駅と同名の橋が、（埋め立てられ現在の位置に河道が付け替えられる前の）旧栗原川に架けられていた。

## 接続路線
事業者名は廃止時点のもの
- 尾道駅：日本国有鉄道山陽本線

## 輸送・収支実績
| 年度 | 輸送人員（人） | 貨物量（トン） | 営業収入（円） | 営業費（円） | 営業益金（円） | その他損金（円）    | 支払利子（円） | 政府補助金（円） |
| ---- | -------------- | -------------- | -------------- | ------------ | -------------- | ------------------- | -------------- | ---------------- |
| 1926 | 322,549        | 4,168          | 79,756         | 85,244       | ▲ 5,488        | 雑損5,099           | 50,963         | 104,568          |
| 1927 | 318,376        | 6,270          | 82,627         | 73,757       | 8,870          | 雑損96              | 59,764         | 92,536           |
| 1928 | 323,073        | 5,787          | 81,769         | 77,707       | 4,062          | 雑損86              | 58,324         | 92,657           |
| 1929 | 301,393        | 3,765          | 73,197         | 72,990       | 207            | 雑損501             | 56,638         | 92,844           |
| 1930 | 228,559        | 1,569          | 55,560         | 55,691       | ▲ 131          | 雑損償却金18,710    | 59,946         | 93,886           |
| 1931 | 195,179        | 760            | 52,666         | 49,906       | 2,760          | 償却金24,079        | 57,347         | 79,561           |
| 1932 | 181,689        | 1,663          | 51,104         | 45,135       | 5,969          | 雑損償却金46,181    | 56,202         | 96,479           |
| 1933 | 205,066        | 3,207          | 55,084         | 50,793       | 4,291          | 償却金47,154        | 53,063         | 96,369           |
| 1934 | 210,296        | 1,863          | 53,296         | 50,458       | 2,838          | 償却金51,682        | 43,652         | 93,986           |
| 1935 | 227,568        | 1,148          | 61,123         | 47,720       | 13,403         | 47,844              | 36,011         | 72,193           |
| 1936 | 273,137        | 548            | 68,973         | 40,353       | 28,620         | 雑損214             | 28,501         |                  |
| 1937 | 362,094        | 722            | 74,366         | 48,215       | 26,151         | 償却金12,876雑損134 | 28,228         | 15,844           |
| 1939 | 586,713        | 1,433          |                |              |                |                     |                |                  |
| 1941 | 902,060        | 2,937          |                |              |                |                     |                |                  |
| 1945 | 2,085,995      | 1,402          |                |              |                |                     |                |                  |
| 1949 | 1,632,672      | 116            |                |              |                |                     |                |                  |
| 1952 | 1,482,354      | 3,899          |                |              |                |                     |                |                  |
| 1955 | 1,415千人      | 2,963          |                |              |                |                     |                |                  |
| 1958 | 1,663千人      | 2,748          |                |              |                |                     |                |                  |
| 1960 | 1,787千人      | 1,492          |                |              |                |                     |                |                  |
| 1962 | 1,688千人      | 1,276          |                |              |                |                     |                |                  |

- 鉄道統計資料、鉄道統計、国有鉄道陸運統計、地方鉄道軌道統計年報、私鉄統計年報各年度版より

## 車両
開業時に用意された車両は電動客車（定員50人）3両（4両という資料あり）、附随客車（定員50人）3両（4両、または2両という資料もあり）、電動貨車3両、無蓋貨車5両すべて梅鉢鉄工所製四輪車。1926年に附随客車（53）を電動客車化。廃車した電動貨車（101）の電装品を使用。1932年電動貨車（102）を有蓋貨車に改造。1933年附随客車（52）を電動客車（5）に改造。

### 廃止時に在籍していた車両

#### 電車
尾道鉄道では、電動車に「デキ」（デンドウキャクシャの略）、制御車・付随車に「キ」の記号を使用した。
デキ15・16
1950年に近江鉄道クハ21・22（初代）を購入し、台枠などを流用し自社工場において1953年に鋼製車体を新製したもの。種車から流用したリンケホフマン製台車を履き、後述のデキ5・6から取り外した電装品を流用した。同型車であるが、集電装置についてはデキ15はパンタグラフ、デキ16はビューゲルであったという。
デキ1→デキ21
1924年の開業当初に「デキ1」として運用開始。当初は運転室に扉はなく、オープンデッキであった。1946年に脱線転覆事故で大破したが、その後1950年に、水野造船所で比較的損傷の少なかった台車を利用して鋼製車体に改造し、デキ21に改番。1957年に車体延長を行いボギー車となった。このボギー台車はデキ25転入の際に水間鉄道から譲受したブリル27GE1。
デキ25
1953年広瀬車輌製の水間鉄道モハ55（初代）を譲り受けたもの。電動車としてはたった1年程度でしかなく、制御回路の故障が頻発したため電装解除され、以降は付随車となった。
デキ31・32
1959年自社工場製。尾道鉄道最後の新製車両で窓枠がアルミサッシとなっていたが、台車は和歌山電気軌道からの流用品のブリル27GE-2で、モータはデキ11・12より取り外していたものを利用したようである。デキ32は、初め電装のない付随車「キ71」として製造されたが、のちに電装し「デキ32」となったもの。製造からわずか5年で廃線により他車とともに廃車。
デキ35
1930年日本車輌製の宇部電気鉄道デハ201を1951年に譲り受けたもの。当鉄道では最も大型の車両。転入当初は「デハ201」の車番のまま運用されていたが、1953年に「デキ35」と改番。
デキ45
1926年日本車輌製の名古屋鉄道モ458を1947年に譲り受けたもの。もとは各務原鉄道K1-BE形8。当初は車番も458のままで、集電装置もトロリーポールであったという。1949年にパンタグラフ化され、1954年に鋼体化。このときに車番も「デキ45」に改番された。
キ51（2代目）
1947年日本鉄道自動車製の近江鉄道クハ21（2代）を1961年に譲り受けたもの。譲受時に運転台は撤去されたが、運転室の乗降用ドアはそのまま残った。また、ハンドブレーキも残っていた。
キ61
1929年日本車輌製の近江鉄道カハ100を1950年に譲り受けたもの。もとは芸備鉄道（現・芸備線）のガソリンカーのキハ2として製造された後、芸備鉄道の国有化に伴って国鉄のキハ40309となり、その後八日市鉄道に譲渡され、さらに同社が近江鉄道に合併されたのち、客車に改造（尾道鉄道転籍後に付随車としたという説あり）、後に尾道鉄道に入線、という複雑な経過をたどった車両である。

#### 貨車
ト152・153（ト151形）
1925年梅鉢鉄工所製の無蓋車。当初は151-155の5両があったが、廃止時には上記2両のみであった。

### 廃止前に除籍等された車両

#### 電車
デキ2
開業当初に導入された「デキ1形」の一両。外装の半鋼製化や集電装置のビューゲルへの変更、連結器をリンク式から自動連結器に改めるなどしたほかは、ほぼ原形を保ったまま使われ続けた。1957年3月に廃車。
デキ3→デキ6
「デキ1形」の一両。1941年5月にブレーキを改修し「デキ6」となる。1954年9月に廃車。
デキ4→キ52（2代）
「デキ1形」の一両。1941年5月に電装を外されて付随車の「キ52（2代）」となる。1958年7月に廃車。
キ52（初代）→デキ5
元は付随車の「キ52（初代）」。電動客車の不足を補うため、後述の「デワ102（後のデキ12）」の電装部品を使用して1933年に電車化され、「デキ5」と改称した。1954年9月に廃車。
デワ103→デキ11
元は電動貨車の「デワ103」。1941年に三成工場で改造され、電動客車となった。1958年に除籍。その後は長らく三成駅の側線で放置されていたという。
デワ102→ワ201（初代）→デキ12
開業時は電動貨車の「デワ102」。上述の通り、1932年に一度電装品を取り外し「ワ201（初代）」となるが、その後1941年にデキ4電装品を利用して再度電車化され「デキ12」となる。1960年3月に除籍。除籍前から三成工場の側線に留置されることが多かったという。
デハニ101→デキニ25・デハニ301
デハ201と同時に、1951年12月に宇部電気鉄道から譲受したが、半径80mのカーブを有するなど小型車両の運用しか考えられていない尾道鉄道線にとっては大きすぎる車体だったため、1953年9月に、上述のデキ25および台車1両分との交換で、水間鉄道に譲渡され、それぞれモハ55（2代）およびモハ56となった。
デワ101
開業時に梅鉢鉄工所により新製された電動貨車。基本構造は電動客車であるデキ1形と似るが、車体長がこちらの方が約27cmほど短かったという。石畦-市間の延伸工事を請け負った工事会社に貸与していたが、4号トンネルにて脱線転覆し、1926年8月に全損廃車。

#### 付随車
キ51（初代）
開業時に梅鉢鉄工所により新製されたもの。デキ1とほぼ同等の外観を持っていた。大きな改造などもないまま1957年2月に廃車。

#### 貨車
ニ101形
上述の貨車ト151形のうちト154・155は、戦後すぐの客車不足に対応するために箱形の車体を自社で製作して「代用客車」101・102となった。その後車両状況が好転してくると次第に使用されなくなったため、1950年に荷物車のニ101・102として認可を受ける。しかしその後も使用機会は少なく、1957年2月に廃車。ト151は、上記のような改造はされなかったが、ニ101・102と同日に廃車となった。
ワ1形
1948年に国鉄のワ1形のワ17445を譲受し、1951年6月付でワ1形201（2代目）として認可を受けた。ただし車両に書かれた番号はワ17445のままであったという。もともと貨物輸送が少なかった尾道鉄道で活用されることは少なく、1957年3月に廃車。
ト1形
1948年、ワ1形とともに国鉄からト1形（初代）であるト15128・15803の2両を譲受したものである。1951年6月にト251・252として認可を受けた。しかし同様に活躍は少なく、1953年9月に廃車。

## 現況
尾道鉄道線は尾道駅の北側から発着していた。駅があった場所は現在駐輪場等に使用されている。西尾道駅跡にはホテルが建てられたが、現在は解体されておりマンションが建設された。また市街地には僅かに橋桁等が残っている。
石畦 - 畑間の盛土区間については、しばらく放置されていたが、改良工事の上、1986年（昭和61年）に国道184号バイパスとして開通した。一部のトンネルが歩行者用として再利用されたほか、国道のルートから外れたトンネルが、現在でも煉瓦造りの姿をそのままに残している。現在、当該区間には、かつての電車線の終点である市へ、また市より別の起業家が鉄道敷設を目指した府中方面へのバスが数本走っている。三成にあった車庫は現在中国バスの尾道営業所、市駅跡は市出張所となっている。
山陽本線とは離れた位置に建設された山陽新幹線新尾道駅付近を走行していた。実際に敷設されたルートは現在の国道184号線に沿っており、石見銀山で産出された銀を海上輸送のため尾道まで運搬した石見銀山街道と平行、または近接している（ただし木梨口 - 畑間付近の木ノ庄地区においては鉄道・国道は西側、街道は東側を経由する違いがある）。また終点として計画された上下は街道の宿場町として栄えた場所であるが、鉄道の輸送ルートとしては結果的に使用されることなく、上下・三次へは福山から現在の福塩線が伸び、福山市と鉄道で結ばれることになった。吉舎 - 上下 - 府中 - 神辺と至るこの経路もまた、尾道へ至るルートから別れ、笠岡に向かった銀山街道を追っている。
廃線跡は地上から確認するのは困難であるが、航空写真等で上空から見ると宮ノ前 - 尾道間は住宅が廃線跡の上に沿うように、長細く連なっているのが確認できる。
現在市街地で遺構を確認できるものは、宮ノ前 - 栗原間の栗原の本通りと交差する部分にあった踏切の台座と、その先にある川にある橋台くらいである。

## バス路線
- 三原車庫-三原駅前-垣内-久井-甲山
- 三原車庫-三原駅前-垣内-市
  - 三原車庫は芸陽バス三原営業所に隣接した場所にあった
- 尾道駅前-（栗原本通/長江）-尾高前-三成-石畦駅前-畑-市-甲山-吉舎-三良坂-塩町-三次駅-尾関山
  - 三良坂-尾関山間は 総領町（土居）からのニコニコバスと競合、尾関山車庫はニコニコバスと同一敷地だった
- 三良坂-（塩町）-備後庄原駅前
  - ニコニコバスの福庄線支線便もあったが廃止、備北交通の実留経由便のみが現存
- 尾道駅前-長江-尾高前-三成-木梨口-前田店-枝-前前後-大塔-後前後-府中駅前
- 造船所前-桑田渡し-浄土寺下-防地口-長江口…（各地）
- 甲山-赤屋-東駐在所-青近口-反田-小童-甲奴-上下駅前
  - 鉄道線の上下延伸ルートであり銀山街道に沿ったエリア
- 甲山-備後三川駅前
- 三次-吉舎-上下-矢野温泉
  - 矢野温泉車庫もニコニコバスと同一建物、一部書籍やサイトにトモテツとの誤記載が見られる

中国バス尾道営業所は三成にあるが、鉄道営業当時バスの車庫は本社も所在した西尾道駅構内にあった。バス専業化後は本社兼車庫として、中国バスに併合された以後も尾道営業所兼車庫として存在した。三成車庫に集約されるのは国道184号線（通称：桜土手）が整備された後年のことである。そしてその跡地に、かの中国バス直営ホテルが建設されることとなる。